# Sortilège
Sortilège es una banda francesa de heavy metal de París, considerada una banda de culto de la escena francesa de la década de 1980 y uno de sus principales exponentes junto con Trust o ADX. El grupo dejó de existir en 1986 pero se reformó en 2019.

## Biografía
La banda se formó en 1981  con Christian Augustin a la voz, Daniel Lapp al bajo, Jean-Philippe (Bob) Dumont a la batería y Stéphane Dumont y Didier Demajean a las guitarras. Originalmente, el nombre de la banda era Blood Wave.
Al año siguiente, la calidad de su repertorio y de sus conciertos en Francia mejoró por lo que fueron contratados como teloneros de Def Leppard en su gira por Francia. Como ninguno de los sellos discográficos franceses quería ofrecerles un contrato de grabación, firmaron con el sello holandés Rave-On Records. Unos meses más tarde, la banda grabó un EP titulado Sortilège que fue un éxito. Gracias a ello, la banda firmó con el sello discográfico francés Madrigal. Unas semanas más tarde, la banda viajó a Alemania para grabar su primer álbum Métamorphose. Este álbum volvió a ser un éxito, principalmente en Francia y Alemania. 
Con el éxito de Métamorphose, la banda tocó en muchos festivales internacionales y se hizo popular en Alemania, Países Bajos, Suiza, Bélgica y Francia. En menor medida, el grupo también tuvo repercusión en Estados Unidos: Sortilège se convirtió en la banda favorita de Chuck Schuldiner y, por tanto, en una influencia principal para los pioneros del death metal Death (particularmente la canción “Amazone” incluida en su primer EP).Sintiendo que cantar en francés podría perjudicar las ventas a nivel internacional, la banda decidió volver a grabar su álbum Métamorphose en inglés. Sin embargo, la versión en inglés del disco se vendió mal en todas partes excepto en Japón.
En 1986, Sortilège lanzó su siguiente álbum, Larmes de Héros. Al igual que el álbum anterior, fue grabado en Alemania. Al mismo tiempo grabaron una versión en inglés, que nuevamente se vendió mal. Cansados de las dificultades a las que continuamente se enfrentaban en relación con las compañías discográficas, Sortilège decidió separarse en 1986.
La banda se reunió en 2019, sin el guitarrista Stéphane Dumont, para presentarse en un festival en Alemania. En abril de 2021, Sortilège anunció su regreso con una nueva formación, liderada por el vocalista original Christian Augustin.  Más tarde ese año, la banda lanzó Phoenix, un álbum que consta principalmente de pistas regrabadas de álbumes anteriores, así como dos canciones nuevas. En junio de 2021, debido a disputas internas, Augustin era el único miembro que quedaba de la formación original de la banda.
En enero de 2023, la banda anunció que su nuevo álbum, Apocalypso, se lanzaría el 3 de marzo. Fue el primer álbum de material original de la banda en 37 años, y contó con la colaboración del grupo Myrath en una canción.Poco después, Sortilège publicaría el disco en directo Coram Populo.A finales de ese año 2023, telonearon a Stratovarius y Sonata Arctica en su gira francesa.En junio de 2024 ofrecería más conciertos, teloneando a Scorpions y a Deep Purple.

## Miembros
Miembros actuales
- Christian "Zouille" Augustin - voz (1981-1986, 2019-presente)
- Olivier Spitzer - guitarra (2021-presente)
- Bruno Ramos - guitarra (2021-presente)
- Sébastien Bonnet - bajo (2021-presente)
- Clément Rouxel - batería (2021-presente)

Miembros anteriores
- Stéphane "L'Anguille" Dumont  - guitarra solista
- Didier "Dem" Demajean - guitarra rítmica
- Daniel  "Lapin" Lapp - bajo
- Jean-Philippe "Bob Snake" Dumont - batería

## Discografía
- 1983: Sortilège (EP)
- 1984: Métamorphose
- 1984: Live Breaking Sound Festival ( contrabando )
- 1986: Larmes de Héros
- 2021: Phoenix
- 2023: Apocalypso
- 2023: Coram Populo (álbum en vivo)